# الايفوع (لحج)
الايفوع هي إحدى قرى الجمهورية اليمنية. وهي تتبع جغرافيًا لمحافظة لحج. وإداريًا لمديرية القبيطة. يبلغ تعداد سكانها 1195 نسمة حسب الإحصاء الذي جرى عام 2004.